# أرييه الإجمالي
أرييه الإجمالي (بالإنجليزية: Arye Gross)‏ هو ممثل أمريكي، ولد في 17 مارس 1960 بلوس أنجلوس في الولايات المتحدة.

## أعمال

### أفلام
- (2002) تقرير الأقلية[4]

### مسلسلات
- التحقيق في موقع الجريمة
- كاسل
- كولد كيس

## وصلات خارجية
- أرييه الإجمالي على موقع IMDb (الإنجليزية)
- أرييه الإجمالي على موقع ألو سيني (الفرنسية)
- أرييه الإجمالي على موقع ميوزك برينز (الإنجليزية)
- أرييه الإجمالي على موقع أول موفي (الإنجليزية)
- أرييه الإجمالي على موقع قاعدة بيانات برودواي على الإنترنت (الإنجليزية)
- أرييه الإجمالي على موقع قاعدة بيانات الأفلام السويدية (السويدية)
- أرييه الإجمالي على موقع إن إن دي بي (الإنجليزية)
- أرييه الإجمالي على موقع قاعدة بيانات الفيلم (الإنجليزية)
- أرييه الإجمالي على موقع كينوبويسك (الروسية)